# Laphagau
Laphagau (nep. लाफागाउँ) – gaun wikas samiti we wschodniej części Nepalu w strefie Sagarmatha w dystrykcie Udayapur. Według nepalskiego spisu powszechnego z 2001 roku liczył on 509 gospodarstw domowych i 2899 mieszkańców (1427 kobiet i 1472 mężczyzn).